# Старо-Миколаївська синагога
Старо-Миколаївська синагога — юдейська синагога в Херсоні. Будівля збереглася, але використовується за іншим призначенням.

## Історія
Заснована у 1780-х роках, відновлена у 1880 році. На початку XX століття її відвідувало 2000 чоловік.
Нині в її приміщенні розташований херсонський планетарій, вул. Воронцовська, 17. 
Згідно з актом № 1 від 25 квітня 1922 року, з власності синагоги вилучили цінностей і срібла 1 пуд, 3 фунти і 41 золотник (17 кг 784 г: срібна корона; 6 срібних прикрас сувоїв Тори; 8 срібних свічників, 4 срібних канделябра).
У 1928 році синагогу закрили та переобладнали у спортивну залу, а згодом перебудували під «Будинок санітарної культури», яким завідував доктор Цанков. Окрім курсової санпросвітроботи, у «Будинку санітарної культури» регулярно — раз на тиждень — влаштовувалися масові санітарно-освітні лекції для всього населення міста, їх читали: доктор Слуцький, доктор Шварц, доктор Хаіт-Вайнштейн та інші. 14 травня 1960 року, після капітального переобладнання будівлі, тут відкрили перший на півдні Україні планетарій, названий у 1965 році на честь Юрія Гагаріна. На першому поверсі будівлі розмістили кінолекторій на 180–200 глядачів.